# Mauzé-Thouarsais
Mauzé-Thouarsais is een plaats en voormalige gemeente in het Franse departement Deux-Sèvres in de regio Nouvelle-Aquitaine en telt 1988 inwoners (1999). De plaats maakt deel uit van het arrondissement Bressuire.

## Geschiedenis
De gemeente Mauzé-Thouarsais werd op 1 januari 2019 opgeheven en toegevoegd aan de gemeente Thouars. 

## Geografie
De oppervlakte van Mauzé-Thouarsais bedraagt 49,4 km², de bevolkingsdichtheid is 40,2 inwoners per km².
De onderstaande kaart toont de ligging van Mauzé-Thouarsais met de belangrijkste infrastructuur en aangrenzende gemeenten.

## Demografie
Onderstaande figuur toont het verloop van het inwonertal.
Mauzé-Thouarsais · Missé · Sainte-Radegonde · Thouars